# Blood Sugar Sex Magik
Blood Sugar Sex Magik är rockbandet Red Hot Chili Peppers femte studioalbum. Albumet producerades av Rick Rubin och släpptes den 24 september 1991. Det har hittills sålts i över tretton miljoner exemplar.
Albumet nådde tredje plats på Billboards topplista och innehöll många av bandets kända hitlåtar, inklusive "Suck My Kiss, "Under the Bridge" och "Give It Away". Albumets tema var antydningar till sex och droger samt lust och överflöd. Gitarristen John Frusciante lämnade bandet mitt i en turné på grund av albumets popularitet, och ersattes av Dave Navarro.

## Låtlista
Samtliga låtar skrivna av Flea, John Frusciante, Anthony Kiedis och Chad Smith, om annat inte anges.
Sida ett
1. "The Power of Equality" - 4:00
2. "If You Have to Ask" - 3:37
3. "Breaking the Girl" - 5:03
4. "Funky Monks" - 5:22
5. "Suck My Kiss" - 3:35

Sida två
1. "I Could Have Lied" - 4:10
2. "Mellowship Slinky in B major" - 4:00
3. "The Righteous & the Wicked" - 4:05
4. "Give It Away" - 4:45

Sida tre
1. "Blood Sugar Sex Magik" - 4:31
2. "Under the Bridge" - 4:34
3. "Naked in the Rain" - 4:30
4. "Apache Rose Peacock" - 4:43

Sida fyra
1. "The Greeting Song" - 3:14
2. "My Lovely Man" - 4:45 Låten är dedicerad till Hillel Slovak.
3. "Sir Psycho Sexy" - 8:24
4. "They're Red Hot" (Robert Johnson) - 1:11

Bonuslåtar för iTunes
1. "Castles Made of Sand" (Jimi Hendrix)
2. "Little Miss Lover" (Jimi Hendrix)

## Bandmedlemmar
- Anthony Kiedis - sång
- Flea - bas
- John Frusciante - gitarr
- Chad Smith - trummor